# Асоціація кінокритиків Лос-Анджелеса
Асоціація кінокритиків Лос-Анджелеса (англ. Los Angeles Film Critics Association, LAFCA) — професійна організація кінокритиків Лос-Анджелеса, заснована у 1975 році.
До складу Асоціації входять кінокритики з Лос-Анджелеса, які працюють в друкованих та електронних засобах масової інформації. Щороку в грудні члени організації шляхом голосування визначають номінантів на нагороди Film Association Awards діячам кіноіндустрії, які досягли успіху у своїй галузі за календарний рік, що минає. Нагороди вручаються у січні кожного року.
LFCA також вшановує ветеранів галузі врученням щорічної премії Досягнення в кар'єрі (Career Achievement Award) та присуджує перспективним молодим талановитим кінематографістам щорічну Премію нового покоління (New Generation Award).

## Категорії нагород LAFCA
| Категорія                       | Оригінальна назва          |
| ------------------------------- | -------------------------- |
| Найкращий фільм                 | Best Film                  |
| Найкращий фільм іноземною мовою | Best Foreign Language Film |
| Найкращий документальний фільм  | Best Documentary Feature   |
| Найкращий анімаційний фільм     | Best Animated Feature      |
| Найкращий режисер               | Best Director              |
| Найкращий сценарій              | Best Screenplay            |
| Найкращий кінооператор          | Best Cinematography        |
| Найкращий актор                 | Best Actor                 |
| Найкраща акторка                | Best Actress               |
| Найкращий актор другого плану   | Best Supporting Actor      |
| Найкраща акторка другого плану  | Best Supporting Actress    |
| Найкраща музика                 | Best Music                 |